# Mural Foodstrip
Mural Foodstrip is een kunstwerk in Amsterdam-Zuidoost.
De muurschildering werd gezet door de street art-kunstenaars "Karski & Beyond" en "Bier en Brood". Het werk symboliseert de veranderingen binnen de wijk Amsterdam Zuidoost en het gebied Amstel III. De kunstenaars vonden dat de diversiteit van de bewoners in het kunstwerk teruggevonden moest worden. Ze maakten daarbij gebruik van (zelfs voor street art) zeer felle kleuren, waarbij zij zich bedienden van surreële, psychedelische, abstracte en realistische kunststromingen.
De mural is terug te vinden op een 160 meter lange en 3,25 meter hoge muur aan de Tafelbergweg, waaraan de foodstrip (allerlei horeca-aangelegenheden zijn daar vertegenwoordigd) ligt.
De Caransa Groep BV (grondeigenaar), ZO!City en RUA (Reflexo on Urban Art) waren bij de totstandkoming betrokken.

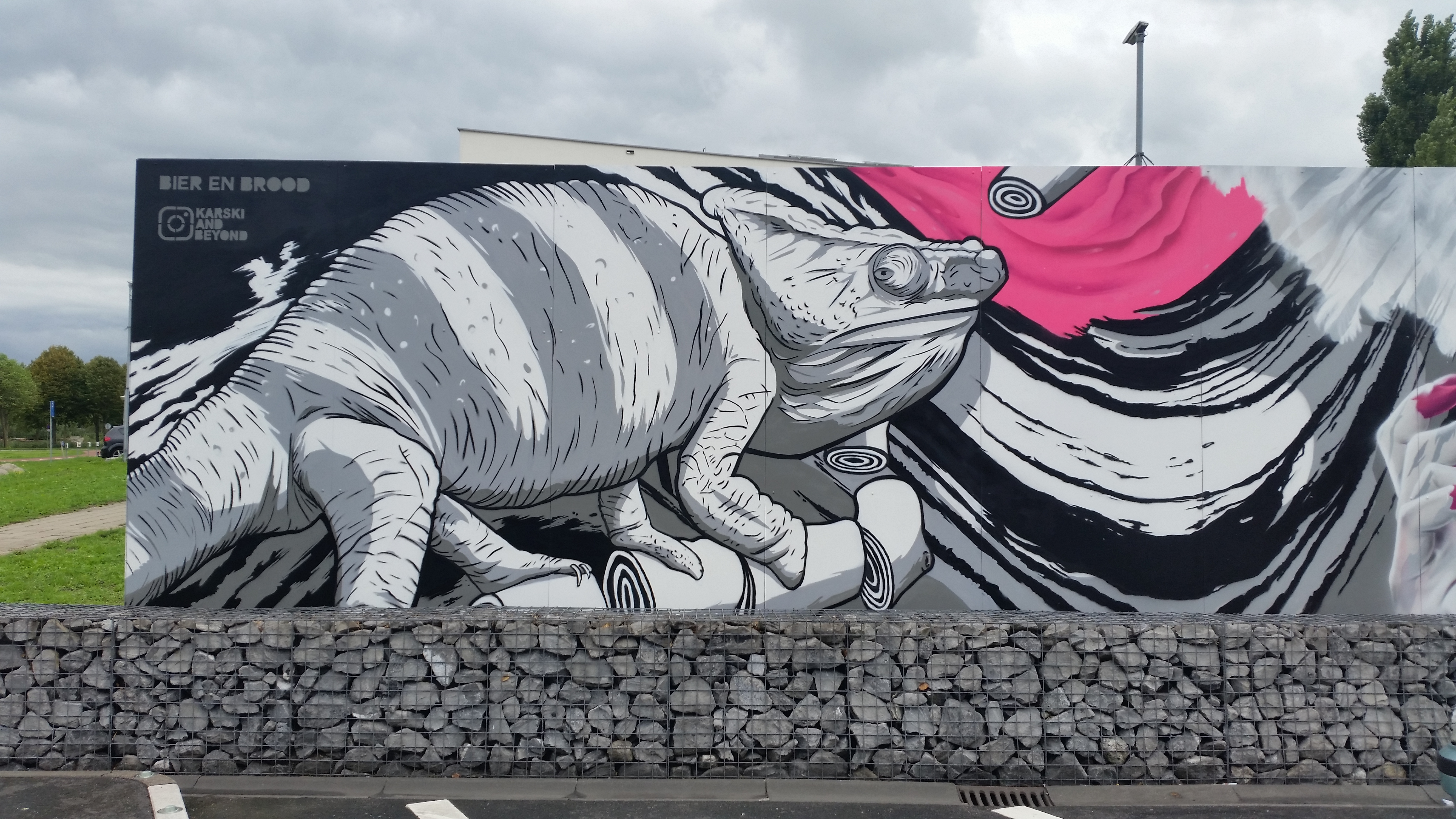
Deelfoto
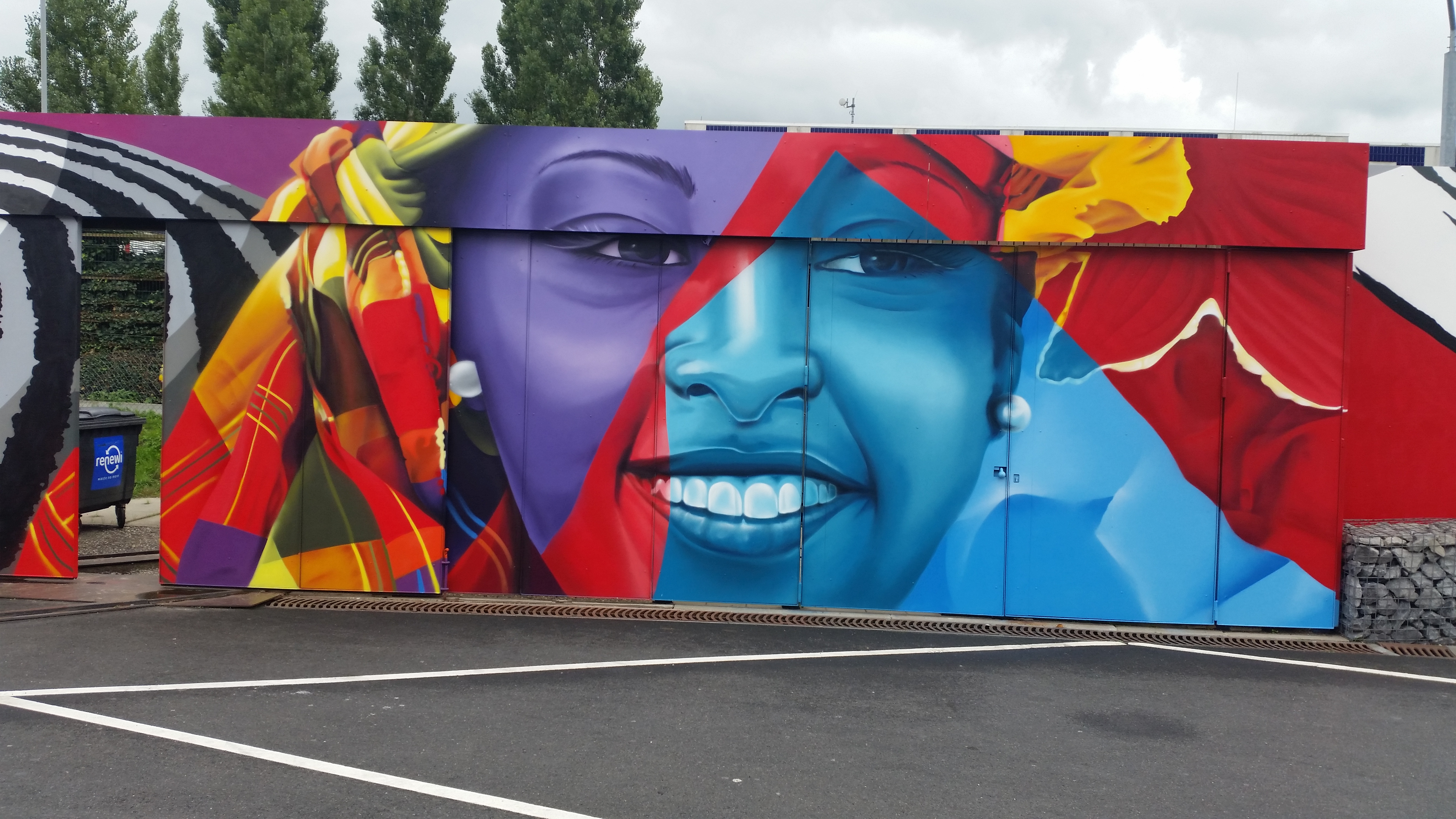
Deelfoto
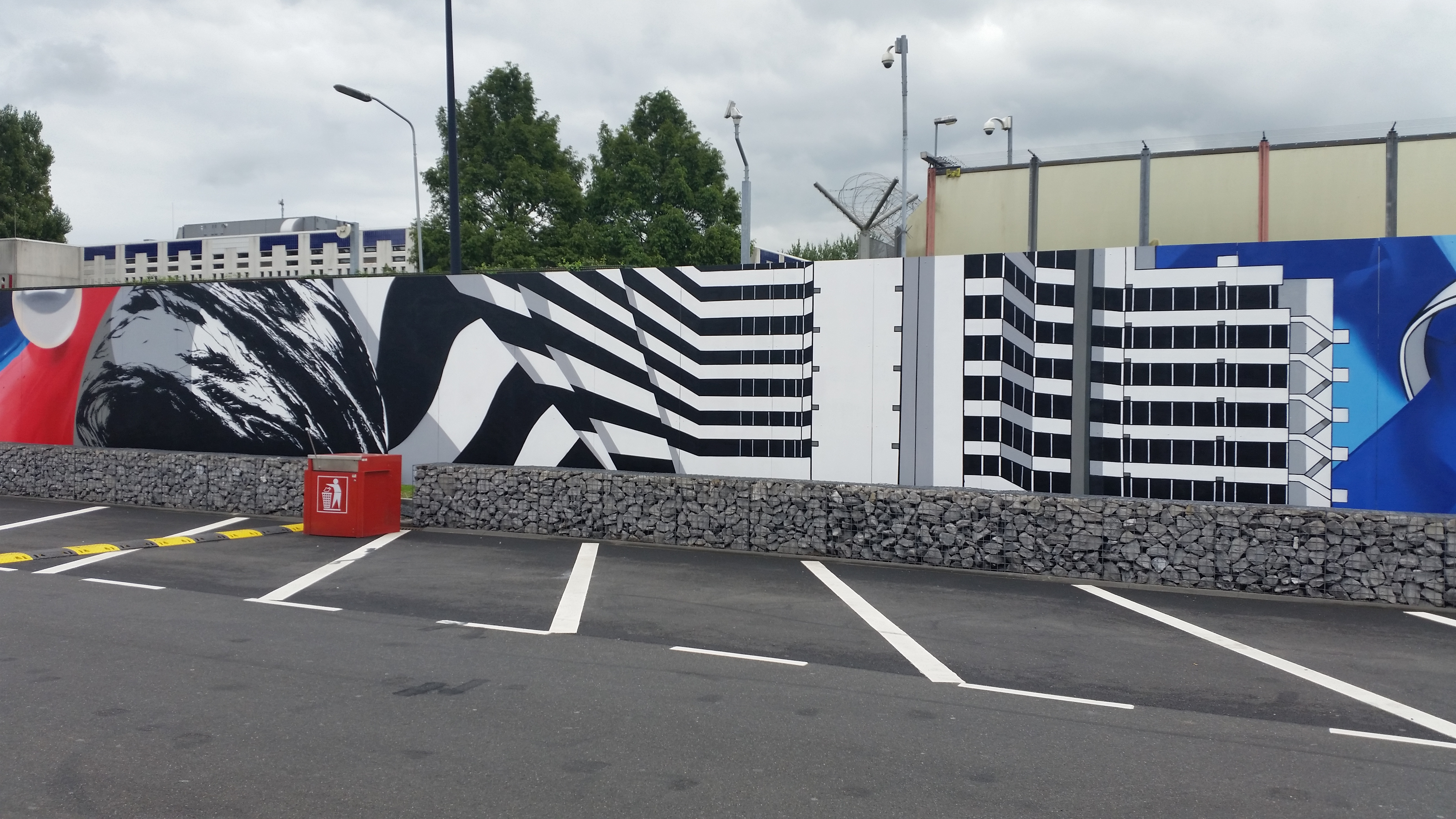
Deelfoto